# Mortes em julho de 2011
Mortes em 2011: ← Janeiro – Fevereiro – Março – Abril – Maio – Junho – Julho – Agosto – Setembro – Outubro – Novembro – Dezembro →
Esta é uma relação de pessoas notáveis que morreram durante o mês de julho de 2011, listando nome, nacionalidade, ocupação e ano de nascimento. 

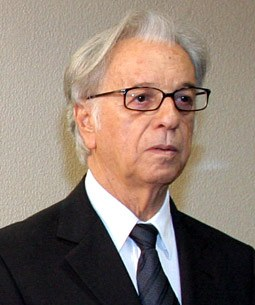
Itamar Franco, ex-presidente brasileiro.

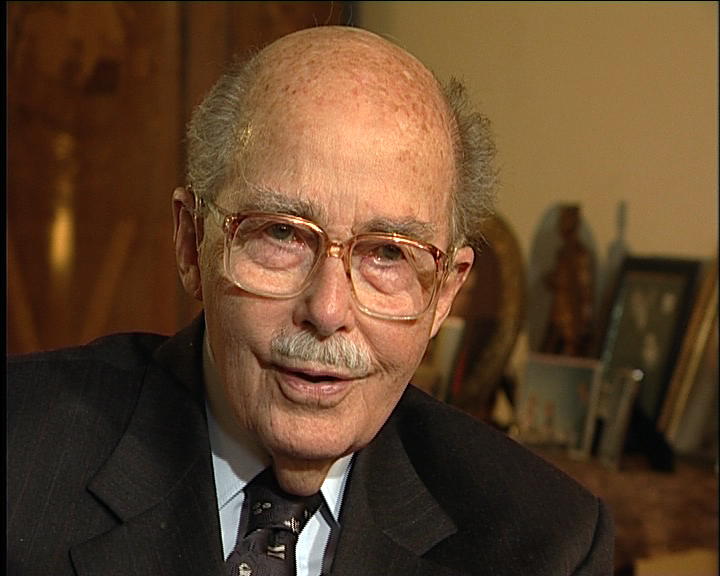
Otto de Habsburgo, príncipe austríaco.

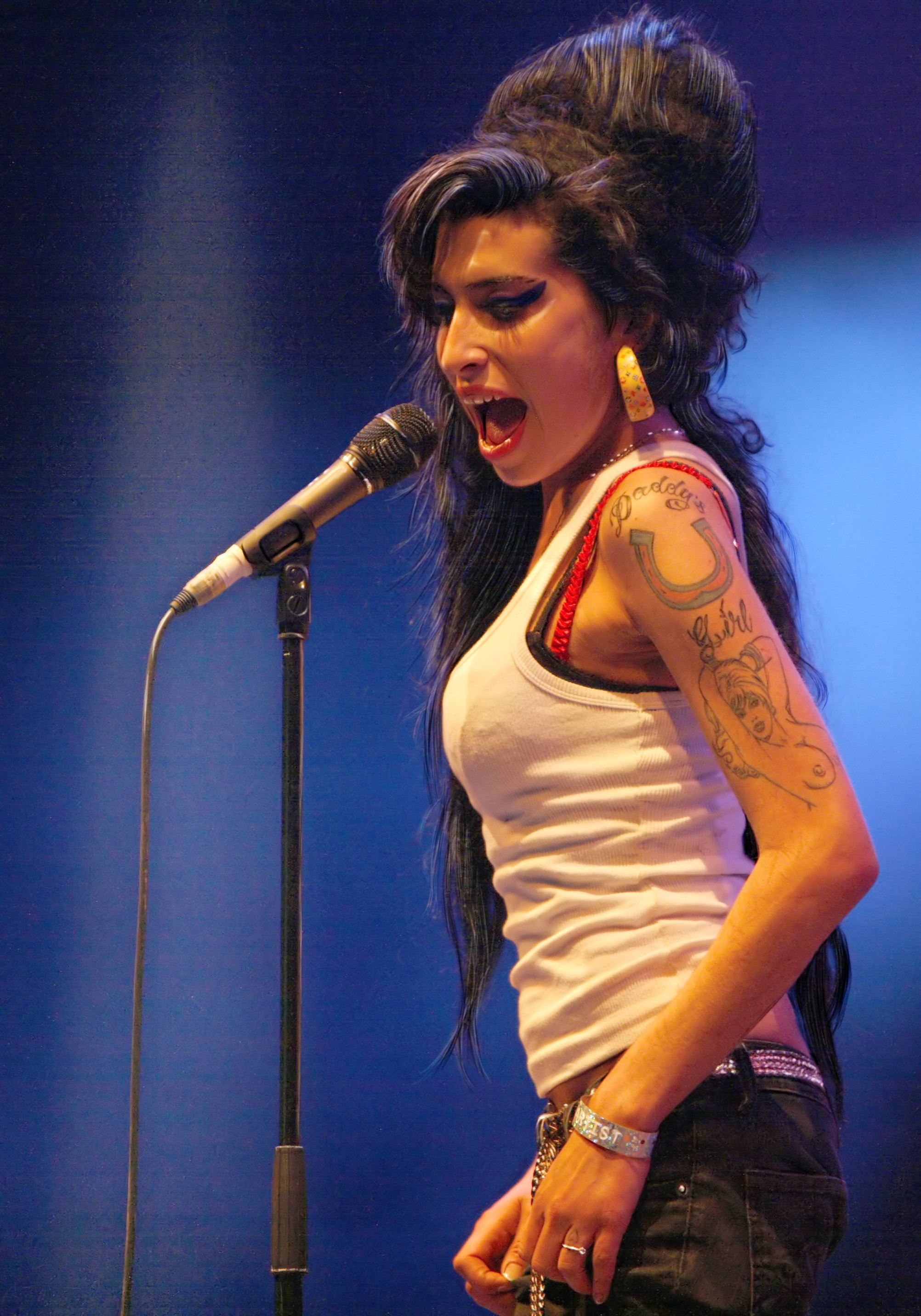
Amy Winehouse, cantora britânica.

| Dia | Nome                        | Profissão ou motivo de reconhecimento | Nacionalidade  | Ano de nasc. | Ref    |
| --- | --------------------------- | ------------------------------------- | -------------- | ------------ | ------ |
| 1   | Djalma de Almeida César     | Político                              | Brasil         | 1937         | [ 1 ]  |
| 2   | Itamar Franco               | Ex-presidente da República            | Brasil         | 1930         | [ 2 ]  |
| 3   | Mário Chamie                | Escritor                              | Brasil         | 1933         | [ 3 ]  |
| 4   | Otto de Habsburgo           | Príncipe                              | Áustria        | 1912         | [ 4 ]  |
| 5   | Armen Gilliam               | Jogador de basquete                   | Estados Unidos | 1964         | [ 5 ]  |
| 5   | Cy Twombly                  | Artista plástico                      | Estados Unidos | 1928         | [ 6 ]  |
| 5   | Gordon Tootoosis            | Ator                                  | Canadá         | 1941         | [ 7 ]  |
| 6   | John Mackey                 | Futebolista                           | Estados Unidos | 1941         | [ 8 ]  |
| 6   | Mani Kaul                   | Cineasta                              | Índia          | 1944         | [ 9 ]  |
| 6   | Maria José Nogueira Pinto   | Jurista e política                    | Portugal       | 1952         | [ 10 ] |
| 7   | Ricardo Alegría             | Antropólogo e arqueólogo              | Porto Rico     | 1921         | [ 11 ] |
| 8   | Adolfo Sánchez Vázquez      | Filósofo                              | Espanha        | 1915         | [ 12 ] |
| 8   | Betty Ford                  | Ex-primeira dama                      | Estados Unidos | 1918         | [ 13 ] |
| 8   | Billy Blanco                | Cantor e compositor                   | Brasil         | 1924         | [ 14 ] |
| 8   | Roberts Blossom             | Ator                                  | Estados Unidos | 1924         | [ 15 ] |
| 9   | Facundo Cabral              | Cantor e compositor                   | Argentina      | 1937         | [ 16 ] |
| 9   | Floriano Peixoto Faria Lima | Político                              | Brasil         | 1917         | [ 17 ] |
| 9   | Jorge Lima Barreto          | Músico e compositor                   | Portugal       | 1949         | [ 18 ] |
| 9   | Würzel                      | Músico                                | Inglaterra     | 1949         | [ 19 ] |
| 10  | Roland Petit                | Coreógrafo e dançarino                | França         | 1924         | [ 20 ] |
| 11  | Filoimea Telito             | Político                              | Tuvalu         | 1944         | [ 21 ] |
| 11  | George Lascelles            | Nobre                                 | Inglaterra     | 1923         | [ 22 ] |
| 11  | Tom Gehrels                 | Astrônomo                             | Estados Unidos | 1925         | [ 23 ] |
| 12  | Sherwood Schwartz           | Produtor de TV e roteirista           | Estados Unidos | 1916         | [ 24 ] |
| 12  | Emiliano Ribeiro            | Cineasta                              | Brasil         | 1948         | [ 25 ] |
| 13  | Jerry Ragovoy               | Compositor e produtor                 | Estados Unidos | 1930         | [ 26 ] |
| 14  | Antonio Prieto              | Ator e músico                         | Chile          | 1926         | [ 27 ] |
| 15  | Googie Withers              | Atriz                                 | Inglaterra     | 1917         | [ 28 ] |
| 15  | Manuel Corral               | Religioso                             | Espanha        | 1934         | [ 29 ] |
| 17  | Alex Steinweiss             | Designer gráfico                      | Estados Unidos | 1917         | [ 30 ] |
| 17  | Georges Condominas          | Antropólogo                           | França         | 1921         | [ 31 ] |
| 17  | Juan María Bordaberry       | Ex-presidente da República            | Uruguai        | 1928         | [ 32 ] |
| 17  | Taiji Sawada                | Músico e compositor                   | Japão          | 1966         | [ 33 ] |
| 18  | Jacques Jouanneau           | Ator                                  | França         | 1926         | [ 34 ] |
| 19  | Henrique Johannpoetter      | Religioso                             | Brasil         | 1933         | [ 35 ] |
| 20  | Lucian Freud                | Pintor                                | Alemanha       | 1922         | [ 36 ] |
| 20  | Sid Mosca                   | Aerografista e piloto                 | Brasil         | 1937         | [ 37 ] |
| 21  | Elliot Handler              | Empresário                            | Estados Unidos | 1916         | [ 38 ] |
| 21  | Kazimierz Świątek           | Cardeal                               | Bielorrússia   | 1914         | [ 39 ] |
| 22  | Linda Christian             | Atriz                                 | Estados Unidos | 1923         | [ 40 ] |
| 23  | Amy Winehouse               | Cantora                               | Inglaterra     | 1983         | [ 41 ] |
| 23  | Nguyễn Cao Kỳ               | Político e militar                    | Vietname       | 1930         | [ 42 ] |
| 24  | Dan Peek                    | Músico                                | Estados Unidos | 1950         | [ 43 ] |
| 24  | David Servan-Schreiber      | Médico                                | França         | 1961         | [ 44 ] |
| 24  | Maria Lúcia Lepecki         | Escritora e crítica literária         | Brasil         | 1940         | [ 45 ] |
| 24  | Skip Thomas                 | Jogador de futebol americano          | Estados Unidos | 1950         | [ 46 ] |
| 24  | Virgilio Noè                | Cardeal                               | Itália         | 1922         | [ 47 ] |
| 25  | Jeret Peterson              | Esquiador                             | Estados Unidos | 1981         | [ 48 ] |
| 25  | Arlindo Silva               | Jornalista e escritor                 | Brasil         | 1923         | [ 49 ] |
| 25  | Michael Cacoyannis          | Cineasta                              | Chipre         | 1922         | [ 50 ] |
| 25  | Rogério Marinho             | Jornalista                            | Brasil         | 1919         | [ 51 ] |
| 27  | Ágota Kristóf               | Escritora                             | Hungria        | 1935         | [ 52 ] |
| 27  | Hideki Irabu                | Jogador de beisebol                   | Japão          | 1969         | [ 53 ] |
| 27  | John Stott                  | Religioso                             | Inglaterra     | 1921         | [ 54 ] |
| 27  | Pietro Sambi                | Religioso                             | Itália         | 1938         | [ 55 ] |
| 30  | Mario Echandi Jiménez       | Ex-presidente da República            | Costa Rica     | 1915         | [ 56 ] |
| 31  | Eliseo Alberto              | Escritor                              | Cuba           | 1951         | [ 57 ] |